# Hanne Van Hessche
Hanne Van Hessche (Ronse, 5 juli 1991) is een Belgische hoogspringster. In 2010 kreeg Van Hessche de Gouden Spike voor beste belofte, de belangrijkste atletiekprijs in België. Ze stopte haar hogere studies orthopedagogie in 2012 om zich volledig te kunnen toeleggen op haar sport.

## Belgische kampioenschappen
Outdoor
| Onderdeel    | Jaar                   |
| ------------ | ---------------------- |
| hoogspringen | 2009, 2011, 2013, 2016 |

Indoor
| Onderdeel    | Jaar                         |
| ------------ | ---------------------------- |
| hoogspringen | 2012, 2013, 2014, 2016, 2018 |

## Persoonlijke records
Outdoor
| Onderdeel    | Prestatie | Datum        | Plaats         |
| ------------ | --------- | ------------ | -------------- |
| hoogspringen | 1,87 m    | 18 juli 2009 | Heusden-Zolder |

Indoor
| Onderdeel    | Prestatie | Datum          | Plaats |
| ------------ | --------- | -------------- | ------ |
| hoogspringen | 1,88 m    | 6 januari 2013 | Gent   |

## Palmares
hoogspringen
- 2008:  BK indoor AC - 1,74 m
- 2008:  BK AC - 1,71 m
- 2009:  BK AC - 1,74 m
- 2010:  BK indoor AC - 1,83 m
- 2010: 4e WK junioren in Moncton - 1,86 m
- 2011:  BK indoor AC - 1,82 m
- 2011:  BK AC - 1,80 m
- 2011: 9e EK U23 in Ostrava - 1,87 m
- 2012:  BK indoor AC - 1,86 m
- 2012:  BK AC - 1,82 m
- 2013:  BK indoor AC - 1,80 m
- 2013: 7e EK U23 in Tampere - 1,87 m
- 2013:  BK AC - 1,85 m
- 2014:  BK indoor AC - 1,79 m
- 2014: 7e FBK Games - 1,85 m
- 2014:  BK AC - 1,80 m
- 2016:  BK indoor AC - 1,77 m
- 2016:  BK AC - 1,85 m
- 2017:  BK indoor AC – 1,83 m
- 2017:  BK AC - 1,74 m
- 2018:  BK indoor AC – 1,85 m
- 2018:  BK AC - 1,74 m
- 2019:  BK indoor AC – 1,74 m

## Onderscheidingen
- 2010: Gouden Spike voor beste vrouwelijke belofte